# Vaiaku Lagi Hotel
Vaiaku Lagi Hotel – hotel znajdujący się w stolicy Tuvalu, Vaiaku. Powstał w 1993 roku, udział w sfinansowaniu jego budowy miał rząd Republiki Chińskiej (Tajwan). Obecnie hotel należy do władz Tuvalu. Dyrektorem hotelu jest Risassi Finekaso, żona Taukelina Finekaso, polityka Tuvalu (będącego w przeszłości m.in. ministrem transportu, komunikacji i energetyki tego kraju).
Hotel jest jedynym tego rodzaju obiektem w całym kraju. Turyści odwiedzający Tuvalu mogą jedynie, poza hotelem, nocować w prywatnych kwaterach. Do dyspozycji gości Vaiaku Lagi Hotel ma 16 klimatyzowanych pokoi, a także restaurację, parkiet do zabaw tanecznych i salę konferencyjną na 60 osób. Budynek hotelu znajduje się 50 metrów od jedynego na Tuvalu portu lotniczego. Z okien hotelu można oglądać lagunę Funafuti.

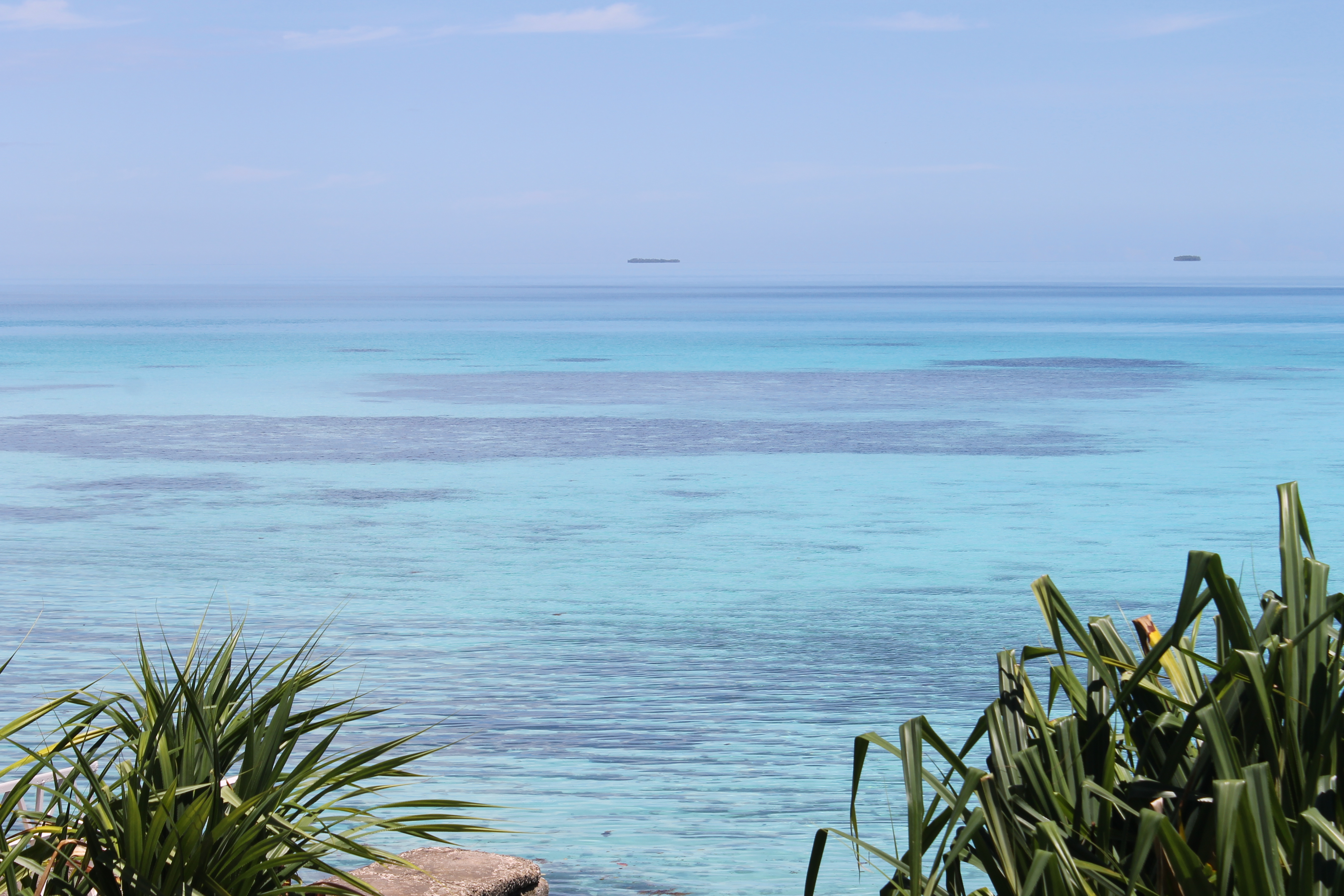
Widok z pokoju hotelowego